# Núi Rinjani
Núi Rinjani (Gunung Rinjani) là một ngọn núi lửa đang hoạt động ở Indonesia nằm trên đảo Lombok. Về mặt hành chính, ngọn núi này nằm ở huyện Bắc Lombok, thuộc tỉnh Tây Nusa Tenggara. Với độ cao 3.726 mét (12.224 ft), đây là ngọn núi lửa cao thứ hai ở Indonesia.
Trên đỉnh của núi lửa là một hõm chảo có diện tích 6 x 8,5 km, được lấp đầy bởi một hồ miệng núi lửa có tên là Segara Anak hay còn được biết đến là  Anak Laut (Đứa con của biển) do màu nước xanh như biển của nó. Hồ nước nằm ở độ cao 2.000 mét so với mực nước biển và sâu khoảng 200 mét. Tại hõm chảo của núi lửa cũng có một suối nước nóng. Hồ nước và đỉnh núi là một địa điểm linh thiêng đối với bộ lạc Sasak và những người theo đạo Hindu khiến nó là nơi diễn ra một số hoạt động tôn giáo tại đây. Vào lúc 14 giờ 45 phút ngày 27 tháng 9 năm 2016, một vụ phun trào đã nổ ra. Tháng 4 năm 2018, núi lửa này đã được UNESCO công nhận là thành viên của Mạng lưới Công viên địa chất toàn cầu.